# Hinduizm ludowy w Bengalu
Hinduizm ludowy w Bengalu – stanowi wierzenia religijne ludności hinduistycznej bengalskich terenów wiejskich. Odbiega w różnym natężeniu, od oficjalnych form doktryn i kultów popularnych w Bengalu (które i tak nie zawsze zgodne z tradycją sanskrycką braminizmu).

## Kult roślin
W hinduizmie kult roślin jest widoczny zarówno w świątyniach, jak i hinduizmie ludowym. Najczęściej obiektami bhakti lub ceremonii są w Bengalu następujące rośliny:
- drzewa Aśwatta
- sidź (Euphorbia neriifolia)
- sheroa (Trophis aspera)
- krzewy Tulasi (bazylia)

## Bóstwa
- Słońce – spotykane jest lokalnie pod różnymi imionami: Dharma, Dharma Thakur, Dharmaraj Thakar, Itu, Ral Durga, Maghmandal, Revanta, Suryai, Shiva
- Księżyc: Punai
- Manasa – patronka węży (nagów)
- Chandi
- Durga
- Śiwa i jego Triśula
- gramadewata
- Kartik
- Bhanjo
- Ganga

## Formy kultu
- baroyaripuja
- nava patrika
- Durgapudźa
- alpana – rytualne rysunki

## Osoby i funkcje
- Deyasi
- Mondal
- Gajune Vasul
- sanyasi

## Święta religijne
- Gajan (Shiva Gajan, Neel Gajan = Neelpuja, Delpuja, Kalark-rudrapuja, Gambhira)
- Chadakpuja
- Pausutsab, Paus Parvan
- Gangasagar Mela – na Sagar Island
- Asokastami
- Manasa Mela
- Jhampan
- Sahrai, Karam